# Florian-Jules-Félix Desprez
Florian-Jules-Félix Desprez (Ostricourt, 14 aprile 1807 – Tolosa, 21 gennaio 1895) è stato un cardinale e arcivescovo cattolico francese.

## Biografia

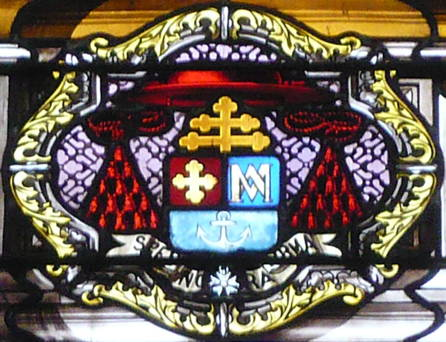
Stemma del cardinale Florian-Jules-Félix Desprez

Nacque a Ostricourt il 14 aprile 1807.
Papa Leone XIII lo elevò al rango di cardinale nel concistoro del 12 maggio 1879.
Morì il 21 gennaio 1895 all'età di 87 anni.

## Genealogia episcopale e successione apostolica
La genealogia episcopale è:
- Cardinale Guillaume d'Estouteville, O.S.B.Clun.
- Papa Sisto IV
- Papa Giulio II
- Cardinale Raffaele Sansone Riario
- Papa Leone X
- Papa Paolo III
- Cardinale Francesco Pisani
- Cardinale Alfonso Gesualdo di Conza
- Papa Clemente VIII
- Cardinale Pietro Aldobrandini
- Cardinale Laudivio Zacchia
- Cardinale Antonio Barberini, O.F.M.Cap.
- Cardinale Nicolò Guidi di Bagno
- Arcivescovo François de Harlay de Champvallon
- Cardinale Louis-Antoine de Noailles
- Vescovo Jean-François Salgues de Valderies de Lescure
- Arcivescovo Louis-Jacques Chapt de Rastignac
- Arcivescovo Christophe de Beaumont du Repaire
- Arcivescovo Jean-Armand de Bessuéjouls Roquelaure
- Cardinale Hugues-Robert-Jean-Charles de La Tour d'Auvergne-Lauraquais
- Arcivescovo Denis-Auguste Affre
- Cardinale René-François Régnier
- Cardinale Florian-Jules-Félix Desprez

La successione apostolica è:
- Arcivescovo Louis-Anne Dubreil (1861)
- Vescovo Théodore Legain (1871)
- Vescovo Armand-Joseph Fava (1871)
- Vescovo Victor-Jean-François-Paulin Delannoy (1872)
- Vescovo François-Benjamin-Joseph Blanger (1873)
- Vescovo Jean-Claude Duret, C.S.Sp. (1873)
- Arcivescovo Julien-François-Pierre Carmené (1876)
- Arcivescovo Dominique-Clément-Marie Soulé (1877)
- Vescovo Pierre-Antoine-Paul Goux (1877)
- Arcivescovo Nicolae Iosif Camilli, O.F.M.Conv. (1881)
- Vescovo Adolphe-Josué-Frédéric Fiard (1882)
- Vescovo Jean-Pierre-Bernard Castillon (1885)
- Vescovo Jean-Baptiste Cazet, S.I. (1885)